# لیگ دسته سوم فوتبال ایران ۸۶-۱۳۸۵
لیگ دسته سوم فوتبال ایران ۸۶–۱۳۸۵، چهارمین سطح لیگ‌های فوتبال در ایران در فصل ۸۶–۱۳۸۵ پس از لیگ برتر، لیگ آزادگان و لیگ ۲ بود. این لیگ از مهر ۱۳۸۵ آغاز شد.
در مجموع ۴۵ تیم در رقابت‌های این فصل به رقابت پرداختند.